# Polyxenos (Syrakus)
Polyxenos (lat. Polyxenus) war ein griechischer Adliger in Sizilien, der dem Tyrannen Dionysios I. von Syrakus als Militär und Diplomat diente.
Er war als Schwager des syrakusanischen Politikers und Generals Hermokrates, der 407 v. Chr. bei Straßenkämpfen in Syrakus starb, ein Angehöriger der aristokratischen Elite der Stadt. Er gehörte zu den Kampfgefährten des aufstrebenden jungen Dionysios, unterstützte ihn vermutlich aktiv bei der Erringung der Alleinherrschaft und ehelichte dessen Schwester Theste. Gemeinsam mit dem (späteren) Historiker Philistos und anderen gehörte er zum engsten Beraterkreis des Tyrannen, der eine Art Staatsrat bildete.
Dionysios I. sandte Polyxenos nach der Katastrophe von Katane (397 v. Chr.), als ein karthagischer Angriff auf Syrakus bevorstand, nach Unteritalien und der Peloponnes, um Söldner anzuwerben und die Hilfe der dortigen Griechen, vor allem Spartas und Korinths, zu erbitten. Anfang Sommer 396 v. Chr. kehrte Polyxenos nach erfolgreicher Durchführung seiner Mission mit 30 Kriegsschiffen und dem Spartaner Pharakidas, einem erfahrenen Seeoffizier aus dem Kreise Lysanders, nach Syrakus zurück. Mit dieser Hilfsflotte gelang es den belagerten Syrakusanern, den Karthagern zur See eine empfindliche Niederlage beizubringen und die Wendung des Krieges zu bewirken.
In einer athenischen Ehreninschrift aus dem Jahre 393 v. Chr. wird Polyxenos neben dem Herrscher Dionysios I. und dessen Brüdern Leptines und Thearides erwähnt.
387 v. Chr. entsandte Dionysios I. seinen Schwager Polyxenos mit einer Flottenabteilung von 20 Trieren zur Unterstützung der spartanischen Flotte in die Ägäis. Polyxenos konnte mit seinen Schiffen und ihrem Erscheinen am Hellespont im Herbst 387 entscheidend dazu beitragen, den Widerstand Athens gegen den von Sparta angestrebten allgemeinen Frieden, den sogenannten „Königsfrieden“ zu brechen.
Um 386/385 v. Chr. fiel Polyxenos (ebenso wie Philistos und Leptines, der Bruder des Tyrannen) bei Dionysios I. in Ungnade und musste Sizilien fluchtartig verlassen, ohne seine Ehefrau Theste ins Exil mitnehmen zu können. Dionysios I. verdächtigte seine Schwester von der Flucht ihres Ehemannes gewusst zu haben. Theste wies diesen Verdacht von sich und entgegnete dem Tyrannen, dass sie dann mit ihm abgesegelt und an seinem Schicksal teilgenommen haben würde. Berühmt war in der Antike ihre unerschrockene Zurechtweisung des Tyrannen: „Ich habe nicht das geringste davon gewusst; denn sonst würde es für mich immer rühmlicher gewesen sein, die Gattin des Verbannten Polyxenos, als deine, des Tyrannen Schwester zu heißen.“ Die kühne Antwort der Theste soll ihr bei der Bevölkerung von Syrakus eine außerordentliche Beliebtheit verschafft haben.
Polyxenos ist möglicherweise im Exil verstorben, da nichts über seine Rückkehr nach Syrakus bekannt ist.